# スーパーロボット大戦F
『スーパーロボット大戦F』（スーパーロボットたいせんエフ）、『スーパーロボット大戦F完結編』（スーパーロボットたいせんエフかんけつへん）（以後『F』『F完結編』）は、バンプレストから発売されたシミュレーションRPG。

## 概要
SDで表現されたロボットたちが競演するクロスオーバー作品「スーパーロボット大戦シリーズ」の一作。シリーズカテゴリの一つである「DC戦争シリーズ」の第4作目にして最終作『第4次スーパーロボット大戦』（以後『第4次』）のリメイク作品である。しかし参戦作品が多数入れ替えられたことや、シナリオにかなりの手直しが入っているため、実質上は新規作品に近い。本作は、開発が難航した上にボリュームが1本のソフトに収まらなかったことから、前編『スーパーロボット大戦F』と後編『スーパーロボット大戦F完結編』の2本に分けて発売された。
『F』の全33話をクリアした後のセーブデータを『F完結編』でロードすることで、キャラクターデータ、改造したユニットデータを引き継ぐことができる。
本作は、当時『新世紀エヴァンゲリオン』のゲーム化権を持っていたセガからの「セガサターン向けのスーパーロボット大戦を作ってほしい」という要望を受けて開発された。元々は『第4次スーパーロボット大戦プラス』というタイトルで『第4次スーパーロボット大戦S』をセガサターンに移植にする予定であったが、『新世紀エヴァンゲリオン』の追加によりシナリオの整合性が取れなくなることから新作として一から作り直すことになった。こうして作業量が当初の予定から大幅に増えてしまい、その影響で平行して企画されていた『新スーパーロボット大戦』、『魔装機神 THE LORD OF ELEMENTAL』の続編の制作が中止になった。
直前にPlayStationで発売された『新スーパーロボット大戦』同様、戦闘シーンはフルボイスとなっている。一部キャラクターに代役が立てられた同作とは異なり、ほぼ全てのキャラクターにオリジナルキャストが起用された（『聖戦士ダンバイン』のトッド・ギネスは、既に引退していた担当声優の逢坂秀実を半年かけて探し出した）。そのため『聖戦士ダンバイン』のガラリア・ニャムヒーのように、『第4次』で登場しながらもオリジナルキャストが起用できないために登場しない、あるいは戦闘に参加しないキャラクターも存在する。また、特定のパイロット同士で発生する特殊台詞やマップ上でイベント時に音声が流れる「DVE（ドラマチック・ボイス・イベント）」、キャラクター辞典で音声が聞ける「ひとことモード」など音声による演出が強化されている。
『第4次』とは異なり、前作『スーパーロボット大戦EX』（以後『EX』）までに死亡したボスキャラクターの一部が復活して登場するのも特徴の一つ。オリジナルイベントも『第4次』よりも強化されており、『機動戦士ガンダム 逆襲のシャア』のブライト・ノアが碇シンジを修正するイベントや、ATフィールドはEVAシリーズ以外のロボットの必殺技でも貫けるという設定もある。シナリオはこれまでのシリーズ同様にウィンキーソフトの阪田雅彦が担当していたが、製作途中に尿道結石で緊急入院したため、『F完結編』の後半はウィンキーソフトの堀川和良が担当している。

### PlayStation版
セガサターン版（以降、SS版）の発売からほぼ1年後にPlayStation（PS1）にも移植された。2011年11月9日からは『F』・『F完結編』共にゲームアーカイブスで配信されている。レイティングは『F』はCERO：A（全年齢対象）、『F完結編』はCERO：B（12才以上対象）。
SS版における『F』から『F完結編』への変更点は『F完結編』仕様で統一。PSには内蔵時計が無いため、『新世紀エヴァンゲリオン』の登場人物が祝福してくれる誕生日イベントは存在しない（アーカイブス版も同様）。また、全滅プレイの仕様が変更になり、マップ上でのセーブが可能なタイミングはシナリオ開始直後のみになっている。
PS版のBGMは、内蔵音源の関係でSS版とはアレンジが異なる上、『機動戦士ガンダム 逆襲のシャア』の登場キャラクターのテーマや、ゲスト軍のボスキャラクターのテーマ曲「VIOLENT BATTLE」は、曲が別物に差し換えられている。また、サイバスターのテーマ曲「熱風!疾風!サイバスター」はSS版では『スーパーロボット大戦外伝 魔装機神 THE LORD OF ELEMENTAL』（以降『LOE』）準拠のアレンジになっているが、PS版では『第4次』までのアレンジ準拠となっている。

## あらすじ
インスペクター事件（『第3次スーパーロボット大戦』〈以後『第3次』〉）から4ヶ月が経過。スペースコロニーに経済制裁をかけ、圧制を強いていた地球連邦政府に反発し、スペースノイドの独立を掲げたDC残党らのテロ活動も活発化していた。それに対し連邦軍のジャミトフ・ハイマン准将は、元DCのメンバーを中心とした特殊部隊・ティターンズを結成。治安維持やDC残党狩りを名目に軍内部での発言力を次第に強めていった。
一方でロンド・ベル隊はラ・ギアス事件（『EX』）での長期不在の責任を問われ、大幅に規模が縮小されていた。責任者のブライト・ノア大佐は転属処分となり、クワトロ・バジーナ大尉は消息不明。民間の協力者である兜甲児、ゲッターチーム、破嵐万丈たちも隊を離れ、ジョン・コーウェン中将の力添えでなんとか解散をまぬがれている状態だった。
緊迫する情勢の中、ペンタゴナ・ワールドの支配者・オルドナ・ポセイダルが、大使暗殺を理由とし地球圏に宣戦布告。頻発するテロ活動や、ハマーン・カーンにより再興したDCに手を焼く連邦軍は、ポセイダル軍に対し十分に対応できず、地球圏は未曾有の混乱に陥ってしまう。時を同じくして正体不明の謎の敵・使徒が出現。連邦政府直属の特務機関・ネルフは、使徒を殲滅するために独自に動き出す。
頻発する謎の事件。再び現れた外宇宙からの侵略者。使徒の襲来と、その裏で進行する謎の計画。地球圏最大の危機の前に、ロンド・ベル隊の最後の戦い・FINAL OPERATIONがここに始まる。

## 参戦作品

### 一覧
★マークはシリーズ初参戦。☆マークはDC戦争シリーズに編入した作品。Vマークは本作から声付きになった作品。
- 超獣機神ダンクーガ
- 戦国魔神ゴーショーグン
- ★新世紀エヴァンゲリオン
- ★伝説巨神イデオン
- 機動戦士ガンダム
- V機動戦士ガンダム0080 ポケットの中の戦争
- 機動戦士ガンダム0083 STARDUST MEMORY
- 機動戦士Ζガンダム
- 機動戦士ガンダムΖΖ
- 機動戦士ガンダム 逆襲のシャア
- 機動戦士ガンダムF91
- 機動武闘伝Gガンダム
- ☆新機動戦記ガンダムW
- 無敵鋼人ダイターン3
- 聖戦士ダンバイン
- 重戦機エルガイム
- マジンガーZ
- グレートマジンガー
- ゲッターロボ
- ゲッターロボG
- 真・ゲッターロボ（原作漫画版）
- 超電磁ロボ コン・バトラーV
- ★トップをねらえ!
- バンプレストオリジナル
- 魔装機神 THE LORD OF ELEMENTAL

### 解説
新規参戦は『新世紀エヴァンゲリオン』、『伝説巨神イデオン』、『トップをねらえ!』の3作品。物語のスケールが大きい『新世紀エヴァンゲリオン』にあわせ、同様にスケールの大きい『伝説巨神イデオン』が採用された。また、版権にバンダイが含まれていることから『新世紀エヴァンゲリオン』と同じガイナックス作品の『トップをねらえ!』が採用されている。参戦作品に表記されていないが『新機動戦記ガンダムW Endless Waltz』からウイングゼロカスタムとトールギスIIIが登場。マジンカイザーのデビュー作でもある。
これらの作品と引き換えに、『第4次』で参戦していた『UFOロボ グレンダイザー』、『勇者ライディーン』、『闘将ダイモス』、『無敵超人ザンボット3』の4作品の登場は見送られた。特に『UFOロボ グレンダイザー』、『勇者ライディーン』は『第3次』や『EX』で登場したにもかかわらず、存在に触れられていない。
完結が『F完結編』に持ち越された影響で『伝説巨神イデオン』、『トップをねらえ!』が登場するのは『F完結編』から。また『グレートマジンガー』、『機動戦士ガンダムΖΖ』、『機動戦士ガンダムF91』、『機動戦士ガンダム 逆襲のシャア』、『無敵鋼人ダイターン3』も『F完結編』まで主役級ユニットが登場しない。
『新世紀エヴァンゲリオン』、『伝説巨神イデオン』における悲劇的な結末は本作のシナリオでは回避されている。ただし、『新世紀エヴァンゲリオン』はルート選択によって、『伝説巨神イデオン』はイデを暴走させることによって特殊なエンディングを迎えられる。また、SS版では登録された誕生日にゲームを起動すると、『新世紀エヴァンゲリオン』のキャラクターたちが現れ、最終回のラストシーンのようにプレイヤーを祝福してくれる。

### アートワークの機体
セガサターン版スーパーロボット大戦F
イデオン（伝説巨神イデオン）
ウイングガンダム（新機動戦記ガンダムW）
エヴァ初号機（新世紀エヴァンゲリオン）
ガンバスター（トップをねらえ!）
コン・バトラーV（超電磁ロボ コン・バトラーV）
サイバスター（魔装機神 THE LORD OF ELEMENTAL）
ダンクーガ（超獣機神ダンクーガ）
マジンガーZ（マジンガーZ）
PlayStation版スーパーロボット大戦F
イデオン（伝説巨神イデオン）
エヴァ初号機（新世紀エヴァンゲリオン）
ガンバスター（トップをねらえ!）
ゲシュペンスト（バンプレストオリジナル）
ゲッタードラゴン（ゲッターロボG）
ゴーショーグン（戦国魔神ゴーショーグン）
コン・バトラーV（超電磁ロボ コン・バトラーV）
Ζガンダム（機動戦士Ζガンダム）
セガサターン版スーパーロボット大戦F完結編
イデオン（伝説巨神イデオン）
エヴァ初号機（新世紀エヴァンゲリオン）
ガンバスター（トップをねらえ!）
グルンガスト（バンプレストオリジナル）
ゴーショーグン（戦国魔神ゴーショーグン）
ゴッドガンダム（機動武闘伝Gガンダム）
コン・バトラーV（超電磁ロボ コン・バトラーV）
ヒュッケバイン（バンプレストオリジナル）
マジンカイザー（マジンガーZ）
PlayStation版スーパーロボット大戦F完結編
イデオン（伝説巨神イデオン）
ウイングガンダムゼロ（新機動戦記ガンダムW）
エヴァ弐号機（新世紀エヴァンゲリオン）
ガンバスター（トップをねらえ!）
コン・バトラーV（超電磁ロボ コン・バトラーV）
サイバスター（魔装機神 THE LORD OF ELEMENTAL）
真・ゲッター1（真・ゲッターロボ）
ダンクーガ（超獣機神ダンクーガ）

## システム
ここでは、本作特有のシステムや新規追加・変更されたシステムについて解説する。シリーズ共通のシステムについてはスーパーロボット大戦シリーズのシステムを参照。
経験値
ゲームシステムは『第4次』のものをベースに、『LOE』で導入された要素の一部を導入している。特に修理装置・補給装置でも経験値が入るようになったことで、メタスやボスボロットなどのサポート機体を活用してパイロットを育てやすくなり、ゲーム中の重要度が大きく増した。本作以後も修理・補給経験値システムは綿々と継承され続けている。また、「MAPクリア後の残り精神ポイント×2」が経験値として手に入る仕組みも『LOE』に引き続き採用されたが、本作以降のシリーズ作品では採用されていない。
前・後編シナリオ
基地攻略などの一部シナリオでは前・後編シナリオが採用され、前編に出撃したキャラクターは後編で気力が著しく低下する要素が組み込まれた。ただし前編をクリアした時点で気力が100以下なら気力低下は起きない。以降のシリーズでは前・後編のシナリオであっても気力低下の要素はなくなった。
ユニット強化
『F』ではユニット改造・武器改造が共に5段階止まり。『F完結編』ではシナリオが終盤近くまで進むと『機動戦士ガンダム 逆襲のシャア』のアストナージ・メドッソの加入により10段階までの改造が可能になる。全項目を10段階改造後にはさらに資金を投入することで、ボーナス性能を追加させることも可能。武器改造は一括ではなく武器ごとに個別改造する。攻撃力によって4タイプの改造費用テーブルに分けられている。また特定の武器を10段階改造することで追加武器が手に入る。
従来は一律2個だった強化パーツのスロット数が、ユニット性能によって1から4個と初めて差別化された。貧弱なサポートユニットほど多くのパーツが付けられる恩典により、能力底上げも可能になった。
パートナー補正
原作またはゲーム内設定で恋愛関係にあるパイロット同士（例：『マジンガーZ』の兜甲児と弓さやか）が2マス以内に近づくと、そのパイロットに若干の攻撃力&防御力UP補正が付く隠し要素「パートナー補正（仮称）」が、シリーズを通じ初めて実装されていた。しかしメーカーからの公式発表もなく、当時のゲーム情報誌や攻略本等でも紹介されておらず、効果もゲーム画面上で数値や文字情報、演出として視認できなかった。この反省を踏まえ、後の『スーパーロボット大戦64』では画面上で効果が明瞭に描かれるように修正された。

### 原作設定を再現したシステム
イデ・システム（『伝説巨神イデオン』）
イデオンを体現するシステム。原作と同じくイデの状態がゲージで表示され、戦闘することで上昇し、イデオンガンやイデオンソードの使用が可能になる。MAP兵器のイデオンソードやイデオンガンの使用、敵の撃墜、ソロシップへの着艦などで減少。また、シナリオ中のイベントでもイデの状態は変わる。
ゲージは7段階で表示されるが、最高レベルの7はイベント専用のため、実質6段階である。6段階以上になると、一定確率でパイロットが「イデ」となり、プレイヤーの制御を離れて敵味方見境無く攻撃を仕掛ける。この状態が数ターン続くか、イデオンが撃墜されると「イデ」が発動して原作の結末を再現したゲームオーバーとなる。
エヴァンゲリオンの特殊システム
『新世紀エヴァンゲリオン』のユニットが持つ特殊なシステム。
アンビリカルケーブル
エヴァンゲリオンに電源を供給しているケーブル。電源施設のあるMAPでは電源施設、無いMAPでは母艦と接続して電源供給を受ける。ケーブルが切れない限り、エヴァンゲリオンはターン開始時にENが最大まで回復する。範囲は接続される側から10マスまでで、それ以上の移動は一度ケーブルを「切断」コマンドで切断し、電源施設か母艦に隣接して再度「接続」し直す必要がある。
エヴァンゲリオンに対しクリティカルヒットが出た場合はケーブルが断線し、強制的に接続は解除される。ケーブルを切断（および断線）すると3ターン以内に再接続を行わない限り撃墜扱いとなる。
なお、第14使徒ゼルエル捕食後のエヴァ初号機は、アンビリカルケーブルの制約を受けず、ターン開始時にENが回復する。
暴走
エヴァ初号機のみが持つ能力。初号機が撃墜されると原作同様暴走状態となり、パイロットがシンジからダミープラグとなる。暴走中はイデゲージ最大のイデオンと同じくプレイヤーの制御を離れ、敵味方に関係なく攻撃する。初号機が残ったままMAPをクリアした場合でも、撃墜扱いとなり修理費がかかる。
暴走の回数が5回以上かつ一定の条件を満たすと、上記の特殊なエンディングへと進む。
ATフィールド
エヴァンゲリオンと使徒が持つ、一定ダメージ以下（本作では4000）の攻撃を無効化するバリア。ほとんどの攻撃に対し高い防御性能を持つが、使徒との接近戦では無効化される。
庵野秀明がバンプレストに提供した設定の通り、エヴァンゲリオンでなくても威力の高い攻撃を仕掛ければ、ATフィールドを破ってダメージを与えられる。
後のシリーズでは「ATフィールド中和」「バリア貫通」属性のある攻撃には無効となっている。
シンクロ率
エヴァンゲリオンのパイロット（ダミープラグ含む）に設定された能力。戦闘中の行動によって上下し、シンクロ率が高いほど、エヴァンゲリオンの能力が向上する。

## オリジナルキャラクター＆メカニック

### キャラクター
河野さち子が『第4次』の登場キャラクターのデザインリファインを担当したことで、主人公側・ゲスト側共によりセックスアピール面が強調された容姿となっている。ゲーム開始時に主人公・副主人公共に、表示グラフィックを河野デザイン、または湖川デザイン（『第4次』と共通）から選択できる。
覚える精神コマンドはリアル系・スーパー系の変化のみで主人公・副主人公共に固定であり、『第4次』にあった誕生日や血液型による変化はオミットされている。リアル系は主人公・副主人公共に命中系のコマンドを一切覚えない。

### メカニック
主人公側では『第4次』からゲシュペンストやグルンガストのスペックに若干の手が加えられた上、後期主人公機のカラーリング変更ができなくなっている。また機体名に合わせて名称も変更された「グルンガストビーム（グルンガストの部分はプレイヤーがつけた機体名に合わせて変更）」は、戦闘シーンで主人公の音声が入る関係上「ファイナルビーム」で固定された。
ゲスト側は『第4次』のものに、グレイターキンII、ゼイドラム、ビュードリファー、オーグバリューが追加された。なお、バラン・シュナイルはカラーリングが変更されている。
詳しい設定についてはゾヴォーク#メカニックを参照のこと。

## スタッフ
プロデューサー
寺田貴信
監督
阪田雅彦
脚本・演出
阪田雅彦
堀川和良
サウンド
藤本大輔
オリジナルキャラクターデザイン
湖川友謙
オリジナルキャラクターデザインリファイン
河野さち子
オリジナルメカデザイン
大河原邦男
カトキハジメ
石川賢
永井豪
福地仁
宮武一貴
守谷淳一
丸山功一
藤井大誠
寺島慎也
宮豊
かげやま いちこ
山田隆弥

## 主題歌
イメージソング「熱き血が勇気に」
作詞：渡辺宙明 & ROBONATION青年団
作曲：渡辺宙明
編曲：渡辺宙明、坂本洋
歌：水木一郎
イメージソング「熱き血が勇気に」は作中には使用されておらず、サウンドトラックに収録されている。

## プロモーション

### テレビCM
セガサターン版
スーパーロボット大戦F
3Dモデリングされた新規参戦ロボットにゲーム映像を組み合わせた次回予告風のCM。ナレーションは神谷明。
スーパーロボット大戦F完結編
3Dモデリングされた新規参戦ロボットにゲーム映像を組み合わせ、精神コマンドを並べた歌が流れる。ナレーションは緑川光。
PlayStation版
神谷教官バージョン
軍服を着た教官役の神谷明がスーパーロボットの新人パイロット（千葉れみ）にコーチするというもの。神谷明は過去にスーパーロボットアニメの主人公を多数演じており、ここではスーパーロボットのベテランパイロットという設定になっている。このCMは『全スーパーロボット大戦 電視大百科』、PS版『F』、PS版『F完結編』と内容が続いており3部構成になっている。なお、PS版『F』のCMにはプロデューサーの寺田貴信が整備士役で出演している。
ゲーム映像バージョン
ナレーションとともにゲーム映像が流れるバージョン。

### 購入特典
セガサターン版
スーパーロボット大戦F
第1次予約特典は、6体のゼンマイ人形が入った「スーパーロボットF-BOX」。
第2次予約特典は、歴代作品紹介やオリジナルキャラクターの没デザインなどを収録した小冊子「The History of Super Robot Wars」および9枚のオリジナルカード。
初回特典は、トレーディングカードゲーム『スーパーロボット大戦 スクランブルギャザー』の特典カード。「U-54F ヒュッケバイン」および「U-55F グルンガスト」。
スーパーロボット大戦F完結編
初回特典は、『スーパーロボット大戦 スクランブルギャザー』の特典カード。「U-F01 ゲシュペンストMk-II」および「U-F02 サイバスター」。
PlayStation版
スーパーロボット大戦F
1つ目の初回特典は、「スーパーロボット大戦F スペシャル音楽CD」。CMソング「出撃!スーパーロボット大戦」および、サウンドドラマ「起動!超闘士グルンガスト」が収録されている。サウンドドラマには、テレビCM同様教官役の神谷明とロボット開発者役の矢尾一樹が出演している。
2つ目の初回特典は、『スーパーロボット大戦 スクランブルギャザー』の特典カード。「U-PS1 サイバスター」および「U-PS2 ザムシード」。
スーパーロボット大戦F完結編
初回特典は、『スーパーロボット大戦 スクランブルギャザー』の特典カード。「U-PS3 グランヴェール」および「U-PS4 ガッデス」。

### プレゼントキャンペーン
PS版発売時にはDC戦争シリーズのデータベースソフト『全スーパーロボット大戦 電視大百科』が発売され、PS版の『F』・『F完結編』と揃えることで、復刻版超合金マジンガーZのプレゼントキャンペーンに応募することができた。

## 関連商品

### コミック
スーパーロボット大戦F 4コマギャグバトル
1998年1月1日初版、光文社、火の玉ゲームコミックシリーズ。ISBN 9784334804084
複数作家による『スーパーロボット大戦F』の二次創作4コマ漫画。
スーパーロボット大戦F完結編 4コマギャグバトル
1998年8月10日初版、光文社、火の玉ゲームコミックシリーズ。ISBN 9784334804275
複数作家による『スーパーロボット大戦F完結編』の二次創作4コマ漫画。
スーパーロボツト大戦F コミックアンソロジー アイアンファイターズ
1998年2月10日初版、光文社、火の玉ゲームコミックシリーズ。ISBN 9784334804121
複数作家による『スーパーロボット大戦F』の二次創作短編漫画。
スーパーロボット大戦F完結編 コミックアンソロジー アイアンブレーブス
1998年9月10日初版、光文社、火の玉ゲームコミックシリーズ。ISBN 9784334804312
複数作家による『スーパーロボット大戦F完結編』の二次創作短編漫画。
スーパーロボット大戦Fコミック
1998年1月15日初版、双葉社、アクションコミックス。ISBN 9784575935448
スーパーロボット大戦コミックシリーズの第3巻。石川賢の『真ゲッターロボ』の連載に加え、複数作家による二次創作の4コマ漫画や短編漫画が収録されている。
スーパーロボット大戦F完結編コミック
1998年9月18日初版、双葉社、アクションコミックス。ISBN 9784575935783
スーパーロボット大戦コミックシリーズの第4巻。石川賢の『真ゲッターロボ』の連載に加え、複数作家による二次創作の4コマ漫画や短編漫画が収録されている。
スーパーロボット大戦FコミックPS版
1999年4月12日初版、双葉社、アクションコミックス。ISBN 9784575936087
スーパーロボット大戦コミックシリーズの第5巻。石川賢の『真ゲッターロボ』の連載に加え、複数作家による二次創作の4コマ漫画や短編漫画が収録されている。
スーパーロボット大戦F完結編コミックPS版
1999年8月28日初版、双葉社、アクションコミックス。ISBN 9784575936360
スーパーロボット大戦コミックシリーズの第6巻。石川賢の『真ゲッターロボ』の連載に加え、複数作家による二次創作の4コマ漫画や短編漫画が収録されている。
スーパーロボット大戦F ギャグウェポン
1998年2月16日初版、学習研究社、ノーラコミックスデラックス。ISBN 9784056018264
「月刊コミックNORA」に連載された津島直人による二次創作短編漫画に加え、複数作家による二次創作の4コマ漫画や短編漫画が収録されている。
スーパーロボット大戦F ハイパーギャグウェポン
1998年1月17日初版、学習研究社、ノーラコミックスデラックス。ISBN 9784056020427
「月刊コミックNORA」に連載された津島直人による二次創作短編漫画に加え、複数作家による二次創作の4コマ漫画や短編漫画が収録されている。
スーパーロボット大戦F グレートギャグウェポン
1998年2月28日初版、学習研究社、ノーラコミックスデラックス。ISBN 9784056020434
「月刊コミックNORA」に連載された津島直人による二次創作短編漫画に加え、複数作家による二次創作の4コマ漫画や短編漫画が収録されている。
スーパーロボット大戦F完結編 ギャグウェポンR
1998年7月26日初版、学習研究社、ノーラコミックスデラックス。ISBN 9784056019278
「月刊コミックNORA」に連載された津島直人による二次創作短編漫画に加え、複数作家による二次創作の4コマ漫画や短編漫画が収録されている。
スーパーロボット大戦F完結編 ギャグウェポンS
1998年8月8日初版、学習研究社、ノーラコミックスデラックス。ISBN 9784056019582
「月刊コミックNORA」に連載された津島直人による二次創作短編漫画に加え、複数作家による二次創作の4コマ漫画や短編漫画が収録されている。
スーパーロボット大戦F完結編 ブラスターギャグウェポン
1999年5月21日初版、学習研究社、ノーラコミックスデラックス。ISBN 9784056020748
「月刊コミックNORA」に連載された津島直人による二次創作短編漫画に加え、複数作家による二次創作の4コマ漫画や短編漫画が収録されている。
スパロボコミックゼット
ムービック。ISBN 9784896013665
複数作家による二次創作の4コマ漫画および短編漫画。本全体がテレビ番組1日分（ニュース番組やワイドショーなど）のパロディになっており、ゲームの内容とはあまり関連していない。
『コミックボンボン』において、98年3月号から6月号にかけて本作のコミカライズ『スーパーロボット大戦Fリアルストーリー』（作:おーくらやすひろ）が連載されたが、4話で打ち切られている。第3話からは番外編的な内容となっており、タイトル通りの「リアルストーリー」が展開されたのは2話のみ。また97年9月号から98年6月号にかけてよしむらひでお、冬凪れくらによるギャグアンソロジーコミックも連載されたが、これらの作品は単行本化されていない。こちらも編集長交代時にページ数が半減している。

### ムック
- スーパーロボット大戦F大百科 ISBN 9784766928655
- スーパーロボット大戦F完結編大百科 ISBN 9784766929850
- スーパーロボット大戦F FAN Book ISBN 9784063292961
- スーパーロボット大戦F キャラクターズガイドブック ISBN 9784766928433
- スーパーロボット大戦Fを一生楽しむ本 ISBN 9784766928709
- スーパーロボット大戦F完結編を一生楽しむ本 ISBN 9784766929928
- スーパーロボット大戦Fを一生楽しむ本 ISBN 9784766931426
- スーパーロボット大戦F完結編を一生楽しむ本 ISBN 9784766932164
- スーパーロボット大戦F ディープファイル ISBN 9784575160932
- スーパーロボット大戦F完結編 ディープファイル ISBN 9784575161151
- スーパーロボット大戦F&F完結編 ディープファイル PS版 ISBN 9784575161700
- スーパーロボット大戦 機体解説 第4次からFまで ISBN 9784796612494
- スーパーロボット大戦 機体解説2 そして完結編へ ISBN 9784796613323
- 全スーパーロボット大戦電視大百科 シークレットファイル ISBN 9784766931211
- 全スーパーロボット大戦シリーズ大百科 ISBN 9784766929355
- スーパーロボット大戦大図鑑 ISBN 9784870259904
- スーパーロボット大戦読本 ISBN 9784766932171
- スーパーロボット大戦大事典’99 ISBN 9784073111313
- スーパーロボット大戦エンサイクロペディア DC戦争編 ISBN 9784766938210

### 攻略本
- スーパーロボット大戦F 魂の加速コンプリートブック ISBN 9784757203785
- スーパーロボット大戦F完結編 奇跡への覚醒コンプリートブック ISBN 9784757204447
- スーパーロボット大戦F パーフェクトガイド ISBN 9784797303896
- スーパーロボット大戦F完結編 パーフェクトガイド ISBN 9784797306101
- スーパーロボット大戦F&F完結編 パーフェクトリファレンス ISBN 9784797306859
- PS版 スーパーロボット大戦F パーフェクトガイド ISBN 9784797308136
- PS版 スーパーロボット大戦F完結編 パーフェクトガイド ISBN 9784797308143
- スーパーロボット大戦F プレイステーション版 完全攻略ガイド ISBN 9784073107170
- スーパーロボット大戦F完結編 プレイステーション版 完全攻略ガイド ISBN 9784073115625
- セガサターン必勝法スペシャル スーパーロボット大戦F ISBN 9784766928419
- セガサターン必勝法スペシャル スーパーロボット大戦F完結編 ISBN 9784766929720
- プレイステーション必勝法スペシャル スーパーロボット大戦F ISBN 9784766931235
- プレイステーション必勝法スペシャル スーパーロボット大戦F完結編 ISBN 9784766931938
- スーパーロボット大戦F 必勝攻略法 ISBN 9784575160727
- スーパーロボット大戦F完結編 必勝攻略法 ISBN 9784575161083
- スーパーロボット大戦F 必勝攻略法 ISBN 9784575161410
- スーパーロボット大戦F完結編 必勝攻略法 ISBN 9784575161670
- スーパーロボット大戦F 戦略解説 ISBN 9784796612685
- スーパーロボット大戦F完結編 戦略解説 ISBN 9784796613545
- ゲームの歩き方Bookシリーズ スーパーロボット大戦F ISBN 9784198200282
- ゲームの歩き方Bookシリーズ スーパーロボット大戦F完結編 ISBN 9784198200442
- スーパーロボット大戦F PERFECT GUIDE BOOK ISBN 9784881994054
- スーパーロボット大戦F完結編 PERFECT GUIDE BOOK ISBN 9784881994887
- スーパーロボット大戦F 完全攻略ガイド ISBN 9784073071709
- スーパーロボット大戦F完結編 完全攻略ガイド ISBN 9784073089568
- スーパーロボット大戦Fパーフェクトマニュアル ISBN 9784047070196
- スーパーロボット大戦F 大攻略全書 ISBN 9784063431025
- スーパーロボット大戦F完結編 大攻略全書 ISBN 9784063431223

### CD
スーパーロボット大戦F オリジナルサウンドトラック&アレンジアルバム
1997年9月19日発売 ファーストスマイル・エンタテインメント
本編BGMとアレンジ曲4曲を収録したサウンドトラックCD。
スーパーロボット大戦F完結編 アレンジコレクション SILVER
1998年5月20日発売 ファーストスマイル・エンタテインメント
渡辺宙明監修による登場作品主題歌のアレンジ曲を収録したアルバム。
スーパーロボット大戦F完結編 ヴォーカル&アレンジコレクション GOLD
1998年6月17日発売 ファーストスマイル・エンタテインメント
上記サウンドトラックに収録されなかった本編BGMおよび、登場作品主題歌のカバーを収録したアルバム。
スーパーロボット大戦 鋼のコクピット
1998年12月18日発売 ファーストスマイル・エンタテインメント
主人公機および主人公8人のテーマ曲を収録したボーカルアルバム。
セガサターン版の『スーパーロボット大戦F』が発売された1997年に「ROBONATION」と題したアニメソング歌手とのコラボレーションが行われた。水木一郎をはじめとするアニメソング歌手によるセルフカバーで、スーパーロボット大戦シリーズに登場した作品の主題歌を収録した下記のボーカルアルバムが発売され、ライブも開催された。アルバム「スーパーロボット大戦 ボーカルコレクション ROBONATION1」はオリコンの23位にチャートインし、ライブは「スーパーロボット魂」と名前を変え毎年開催されるなど、ロボットアニメソングのムーブメントを引き起こした。
スーパーロボット大戦 ボーカルコレクション ROBONATION1
1997年5月16日発売 ファーストスマイル・エンタテインメント
スーパーロボット大戦 ボーカルコレクション2
1998年7月17日発売 ファーストスマイル・エンタテインメント

### ビデオ
スーパーロボット大戦F キャラクター解剖ビデオ
勁文社。ISBN 4894620197
本作に登場する味方ロボットの紹介ビデオ。ナレーションは神谷明。永井豪、石川賢へのインタビューや本作の開発現場レポートが収録されている。